# استفان مایر (فیزیک‌دان)
استفان مایر (به انگلیسی: Stefan Meyer) (۲۷ آوریل ۱۸۷۲ - ۲۹ دسامبر ۱۹۴۹) یک فیزیک‌دان اتریشی بود که در تحقیقات رادیواکتیویته شرکت داشت. او مدیر موسسه تحقیقات رادیوم در وین بود و در سال ۱۹۱۳ برای تحقیقاتش در مورد رادیوم جایزه لیبن (Lieben Prize) را دریافت کرد.